# The Suffragette Minstrels
The Suffragette Minstrels è un cortometraggio muto del 1913 diretto da Dell Henderson e prodotto dalla Biograph Company su un soggetto di Dorothy Gish il cui nome appare anche tra quello degli interpreti.

## Produzione
Il film fu prodotto dalla Biograph Company.

## Distribuzione
Distribuito dalla General Film Company, il film - un cortometraggio di 142 metri - uscì nelle sale cinematografiche statunitensi il 18 agosto 1913.

### Conservazione
Copia della pellicola viene conservata negli archivi del Museum of Modern Art